# Пензенское художественное училище имени К. А. Савицкого
Пензенское художественное училище имени К. А. Савицкого — одно из старейших российских художественных средне-специальных учебных заведений, расположенное в городе Пензе (ул. Богданова, 1) и готовящее специалистов в области живописи, скульптуры, графики, реставрации, дизайна, театральной декорации.

## История
Училище было создано на личные средства бывшего пензенского губернатора генерал-лейтенанта Н. Д. Селивёрстова, завещавшего г. Пензе триста тысяч рублей и всю свою коллекцию книг и картин «для учреждения рисовальной школы». Душеприказчик Селивёрстова, известный путешественник и член Государственного Совета П. П. Семёнов-Тян-Шанский был организатором всей работы по созданию учебного заведения.
По завещанию Селивёрстова в Пензе нужно было создать школу по образцу училища барона Штиглица с раздельным обучением юношей и девушек. Здание школы было построено в 1891—1898 гг. по проекту инженера А. П. Максимова на пересечении улиц Садовой (ныне — Лермонтова) и Пешей (ныне — Богданова). В здании были предусмотрены помещения для творческих занятий, библиотека и мастерские преподавателей, общежитие для студентов и квартиры преподавателей, а также актовый зал и музей, содержащий коллекции Селивёрстова, пожертвования других коллекционеров (А. А. Боголюбова и др.), сделанные по просьбе Семёнова-Тянь-Шаньского, и работы, переданные в дар музею известными российскими художниками. Планировалось принимать учащихся на три отделения — живописи, скульптуры и декоративно-прикладного дела.

### Училище под руководством К. А. Савицкого

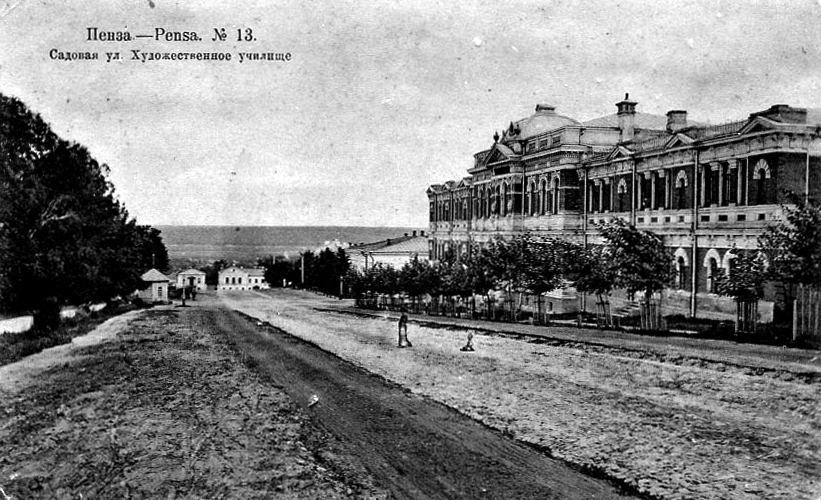
Пензенское художественное училище в начале XX века

Первым директором училища, избранным Санкт-Петербургской академией художеств, стал известный художник, академик живописи Константин Аполлонович Савицкий. Он внес ряд изменений в планировку и конструкции здания, разработал программу обучения, которая во многом походила на существовавшую до реформы 1891 года программу Петербургской Академии художеств. В начальный класс принимали по экзаменам лиц обоего пола не моложе 12 лет, переход в следующий (головной) класс осуществлялся по номерам, проставленным за конкурсную работу (несколько человек при этом обязательно оставлялось в начальном классе), прошедшим в головной класс учащимся предоставлялась возможность выбрать себе специальность — живописца, скульптора или прикладника, по окончании четырёх лет двое выпускников-живописцев, набравших наибольшие баллы, зачислялись без экзаменов в Петербургскую Академию художеств.
На должности преподавателей К. А. Савицкий пригласил из Москвы живописцев П. И. Коровина, Н. К. Грандковского, скульптора К. А. Клодта, из Санкт-Петербурга — прикладников К. Н. Жукова, О. М. Кайзера. Общеобразовательные предметы преподавали учителя местных гимназий. Обучение было платным. Первый приёмный экзамен в художественное училище прошёл 2 февраля 1898 года.
К. А. Савицкий занимал должность директора до момента своей смерти 13 февраля 1905 года (умер он в своей служебной квартире в училище). Именно им был заложен тот высокий уровень преподавания, который сделал Пензенское художественное училище одним из известных в России. Традиции К. А. Савицкого на посту директора продолжили А. Ф. Афанасьев и академик живописи Н. Ф. Петров. На должность преподавателей были приняты известные художники А. И. Вахромеев, А. И. Штурман, И. С. Горюшкин-Сорокопудов.

### Советский период
После революции, в 1918 году уполномоченный Наркомпроса Е. В. Равдель (художник и скульптор, заведующий Подотдела по делам музеев и охраны памятников искусства и старины при Отделе народного образования) реорганизовал Художественное училище, которое получило название Пензенские государственные свободные художественные мастерские (СГХМ). С 1918 года в мастерских преподавал Г. М. Блюменфельд, В. П. Андерс и другие. Позднее Пензенские свободные художественные мастерские были преобразованы в художественный техникум, потом в художественно-педагогический техникум. Старые преподаватели-сторонники реалистического искусства подвергаются гонениям за свою якобы буржуазность, уничтожается часть библиотеки, в результате присоединения к краеведческому музею безвозвратно теряется часть коллекции картинной галереи, уничтожается методфонд, выбрасываются предметы и костюмы, собранные преподавателями для устройства «постановок».
В 1936 году училище вновь получает название Пензенское художественное училище и возвращается к обучению студентов в духе прежней академической школы. С 1936 года училище вошло в систему Комитета по делам искусств при СНК РСФСР и состояло в непосредственном ведении Отдела искусств Пензенского облисполкома. Во время Великой Отечественной войны должность директора занимает И. С. Горюшкин-Сорокопудов, с именем которого связан подъём уровня обучения в военное и послевоенное время.
В 1955 году училищу присвоено имя Константина Аполлоновича Савицкого. С этого года преподавание ведется по четырём специальностям:
- живопись (4 года) — готовит преподавателей рисования и черчения для школ и детских художественных школ;
- декоративно-оформительское (дизайн) (4 года) — готовит художников-оформителей (дизайнеров);
- скульптурное (4 года) — готовит скульпторов-исполнителей;
- театрально-декорационное (4 года) — готовит театральных художников;
- реставрационное (4 года) — готовит реставраторов икон.

Значительный вклад в развитие пензенской художественной школы внесли педагоги М. В. Бунчин, М. Е. Валукин, А. С. Шурчилов, А. И. Смирнова, А. В. Сиверин, Б. Н. Молчанов, Э. С. Иодынис, Г. И. Малов, Г. Д. Епишин, А. П. Афанасьев, Г. В. Жаков (1937—2011), Б. Д. Борисов, М. Ф. Бабурин и другие.
В 1986 году Пензенская картинная галерея им. К. А. Савицкого была перемещена из училища в новое здание. Освободившиеся площади стали использоваться для учебных целей. Общее число студентов составляет 350 человек.

## Директора
2 февраля 1898 года директором училища стал Константин Аполлонович Савицкий, оставаясь в должности до 31 января 1905 года. Его сменил Алексей Фёдорович Афанасьев, в 1909 году подавший в отставку и вернувшийся в Санкт-Петербург. В 1910 году училище возглавил Николай Филиппович Петров, оставаясь в должности до 1918 года.
В 1932 году директором стал Иван Васильевич Владимиров пребывая в должности директора до 1936 года, а также с 1939 по 1942 и с 1946 по 1955 год. В военное время с 1942 по 1945 год училище возглавлял Иван Силыч Горюшкин-Сорокопудов.
С 1959 года директором был В. М. Трушин, в 1960 году его сменил Юрий Константинович Бельдюсов. В 1964 году В. М. Трушин
вновь занял должность директора, а в 1974 году Ю. К. Бельдюсов вновь стал его преемником. В 1980 году[уточнить] училище возглавила Р. В. Анохина.
С 1996 года директорскую должность занял Анатолий Николаевич Косырев оставаясь на этом посту до 2008 года. В январе 2009 года училище возглавила Галина Геннадьевна Васина. 28 декабря 2020 года новым директором стала Ирина Васильевна Тюкалова.

## Выпускники
См. также Выпускники Пензенского художественного училища
В 2008 году училище отметило свой 110-летний юбилей. За сто десять лет училище окончили свыше пяти тысяч человек. Среди них видные художники, архитекторы, педагоги, деятели культуры: В. Е. Татлин, А. В. Лентулов, Г. Н. Горелов, В. Д. Фалилеев, Г. К. Савицкий, А. Е. Карев, В. В. Волков, Г. М. Гюрджян, Ю. И. Нехорошев, В. А. Барановский, Н. М. Сидоров, А. А. Оя, П. С. Аниськин, А. Д. Бурзянцев, В. В. Непьянов, В. Т. Ни, С. М. Никиреев, Г. А. Мазурин, Р. И. Лебедева, В. П. Пензин, Суздальцев В. И., А. С. Хачатурян и другие.